# Étalans
Étalans är en kommun i departementet Doubs i regionen Bourgogne-Franche-Comté i östra Frankrike. Kommunen ligger i kantonen Vercel-Villedieu-le-Camp som tillhör arrondissementet Pontarlier. År 2016 hade Étalans 1 577 invånare.

## Befolkningsutveckling
Antalet invånare i kommunen Étalans
Referens:INSEE